# Zemfira.DVD
«Zemfira.DVD» — сборник видеоклипов российской певицы Земфиры, выпущенный 14 февраля 2007 года.

## О сборнике
14 февраля 2007 года был выпущен DVD с клипами «Zemfira.DVD», в который вошла большая часть клипов певицы, выпущенных на тот момент, кроме клипов на песни «СПИД» (этот клип певице не нравится) и «Трафик» (из-за разногласий Земфиры с режиссёром клипа Ириной Мироновой). В подарочную версию сборника также вошёл клип на песню «Итоги», снятый Ренатой Литвиновой. Оформлением сборника занимался Александр Лобанов.

## Реакция критики
В своей рецензии для деловой газеты «Взгляд» Гуру Кен поставил сборнику оценку 9 из 10, отметив, что «в неброско и стильно оформленную коробочку DVD вошли клипы тех клипмейкеров, с кем талантливая певица не успела поссориться. Остальные тоже явно на прицеле, потому что их имена не только почти неразличимо напечатаны на обложке, но и вовсе упрятаны подальше при просмотре самого DVD. […] Если рассматривать «Zemfira.DVD» как первую видеоантологию за 8 лет творчества, то не хватает многого. Отчаянно жалко, что осталась так и не экранизированной песня „Ромашки“ (и теперь уж поздно её экранизировать). Не всегда понятен отбор песен для создания клипов. Зато наглядно видна трансформация Земфиры из открыто-восторженной романтичной девушки в скептическую даму с героиновым абрисом лица и брезгливым выражением губ. Только глаза лучшей отечественной рок-певицы остались прежними — способными взрываться миллионами лучистых звезд. Надо сказать спасибо Ренате Литвиновой, что она умеет вызывать эти звезды и успевает запечатлевать их на пленку».
Отрицательную оценку поставил Николай Тарасов в рецензии порталу 2M-Online.ru, где указал, что «клипы, ни один из которых нельзя назвать шедевром в своём жанре, интересны с документальной точки зрения — можно с сожалением проследить, как наивная провинциальная девушка сначала превратилась в угрюмое подобие „женщины-вамп“ из подворотни, а потом в кукольного персонажа Ренаты Литвиновой, снявшей её последние клипы».
Алексей Мажаев из Intermedia также писал, что «„Zemfira.DVD“ получился эдаким видеоприложением к „Земфира.Live“ — суховатый, как коробка просроченных конфет, подарок поклонникам. Никакого дружелюбного разговора со зрителем опять не получилось: кроме имён режиссёров клипов, коробка не содержит более никакой информации, а на самом диске ролики идут даже без названий. Уж молчим о том, что DVD обошёлся без документальных фильмов, концертных съёмок, каких-то редкостей и всего прочего, что часто вставляют в видеорелизы в качестве комплимента. […] Некоторые режиссёры пытались использовать земфирин материал для самоутверждения и демонстрации собственной гениальности (непризнанной). Понятно, что Земфире это вряд ли могло понравиться, и совместные результаты получались весьма плачевными. Ну а режиссёр, чей талант мог бы помножиться на талант певицы, ей так и не встретился. Даже Рената Литвинова на самом деле сумела только снять Земфиру красиво, не предложив ни сюжетов, ни запоминающихся идей. Так что, как говорится, искусство по-прежнему в большом долгу…».

## Содержание
| №  | Название        | Режиссёр           |
| -- | --------------- | ------------------ |
| 1  | «Почему»        | Павел Руминов      |
| 2  | «Ариведерчи»    | Александр Солоха   |
| 3  | «Искала»        | Роман Прыгунов     |
| 4  | «Хочешь?»       | Павел Владимирский |
| 5  | «Мачо»          | Алексей Тишкин     |
| 6  | «ПММЛ»          | Павел Владимирский |
| 7  | «Бесконечность» | Виктор Вилкс       |
| 8  | «Прогулка»      | Рената Литвинова   |
| 9  | «Блюз»          | Рената Литвинова   |
| 10 | «Самолёт»       | Рената Литвинова   |
| 11 | «Итоги» (бонус) | Рената Литвинова   |